# Mihaela Melinte
Mihaela Melinte (ur. 27 marca 1975 w Bacău) – rumuńska lekkoatletka, młociarka.
Pięciokrotna rekordzistka świata. Pierwsza w historii mistrzyni świata oraz mistrzyni Europy w kobiecym młocie. Wielokrotnie zwyciężała w mistrzostwach Rumunii. 

## Osiągnięcia
| Rok  | Impreza                             | Miejsce           | Lokata      |
| ---- | ----------------------------------- | ----------------- | ----------- |
| 1997 | Młodzieżowe mistrzostwa Europy      | Turku             | 1. miejsce  |
| 1997 | Uniwersjada                         | Sycylia           | 1. miejsce  |
| 1998 | Mistrzostwa Europy                  | Budapeszt         | 1. miejsce  |
| 1998 | Igrzyska dobrej woli                | Nowy Jork         | 1. miejsce  |
| 1999 | Superliga pucharu Europy            | Paryż             | 1. miejsce  |
| 1999 | Uniwersjada                         | Palma de Mallorca | 1. miejsce  |
| 1999 | Mistrzostwa świata                  | Sewilla           | 1. miejsce  |
| 2003 | Superliga pucharu Europy            | Florencja         | 2. miejsce  |
| 2003 | Mistrzostwa świata                  | Paryż             | 6. miejsce  |
| 2003 | Światowy finał lekkoatletyczny IAAF | Szombathely       | 3. miejsce  |
| 2005 | Zimowy puchar Europy                | Mersin            | 2. miejsce  |
| 2005 | Superliga pucharu Europy            | Florencja         | 6. miejsce  |
| 2005 | Mistrzostwa świata                  | Helsinki          | 11. miejsce |
| 2006 | Zimowy puchar Europy                | Tel Awiw-Jafa     | 11. miejsce |
| 2006 | Superliga pucharu Europy            | Malaga            | 4. miejsce  |
| 2006 | Mistrzostwa Europy                  | Göteborg          | eliminacje  |
| 2007 | Zimowy puchar Europy                | Jałta             | 4. miejsce  |
| 2007 | Mistrzostwa świata                  | Osaka             | eliminacje  |
| 2008 | Zimowy puchar Europy                | Split             | 4. miejsce  |
| 2009 | Zimowy puchar Europy                | Teneryfa          | 11. miejsce |

## Rekordy życiowe
- Rzut młotem - 76.07 (1999) były rekord świata, aktualny rekord Rumunii